# Алекс Лайфсон
Александар Живойнович (англ. Aleksandar Živojinović), більше відомий як Алекс Лайфсон (англ. Alex Lifeson) — канадський музикант, пісняр та продюсер. У 1963 році, разом із Джоном Ратсі, організував рок-гурт під назвою The Projection, який пізніше став відомий як Rush. У 1968 році до гурту вступив басист та вокаліст Джефф Джонс, якого пізніше замінив Ґедді Лі, а Ратсі замінив Ніл Пірт у 1974 році. Алекс прославився як гітарист і бек-вокаліст цього гурту та продовжує займатися музикой.

## Життєпис

### Ранній період
Александар Живойнович народився 28 липня 1953 року в місті Ферні, Британська Колумбія, у сім'ї емігрантів з Югославії. Дитинство Живойнович провів в Торонто. Першим знайомством Лайфсона з музикою було навчання грі на скрипці, яке він закинув, щоб грати на гітарі. На Різдво батько Живойновича подарував йому червону японську електрогітару Canora. Десь на початку музичної кар'єри Живойнович взяв псевдонім Алекс Лайфсон, який є напів перекладом його справжнього імені. Коли Лайфсон почав грати на гітарі, він знаходився під впливом таких гітаристів як: Джимі Гендрікс, Піт Таунсенд, Джефф Бек, Джиммі Пейдж, Ерік Клептон, Аллан Голдсворт та Стів Гекетт. У 1963 році зустрів Джона Ратсі, з яким заснував гурт The Projection. У віці 13 років Алекс познайомився з Ґедді Лі і вони стали найкращими друзями. На початку 70-х років Алекс брав уроки гри на класичній гітарі у свого шкільного друга.
В 1970 році у Алекса та його жінки народився перший син Джастін, у 1975 році пара одружилася, а вже у 1977 народився ще один син, Адріан, який став займатися музикою та грав на сольному альбомі свого батька. Лайфсон атеїст.

### Rush
У 1968 році The Projection був перейменований у Rush. До гурту вступив басист Джефф Джонс, якого через місяць замінив Ґедді Лі. В цей час гурт почав писати та виконувати свої перші оригінальні пісні та почали більш активно шукати місця для концертів. Перше шоу гурт відіграв восени 1968 року в місцевій церкві, де просто грали кавери. На початку 70-х років гурт зустрів Рея Деніелса, який закинув школу, щоб стати менеджером Rush. Гурт безуспішно намагався знайти лейбл для запису свого дебютного альбому, тому що їх музичний стиль не особливо відрізнявся від інших гуртів, які були натхненні Led Zeppelin. Учасники вирішили самостійно записати та випустити альбом, для цього вони заснували лейбл Moon Records, на якому випустили перший сингл Not Fade Away/You Can't Fight It. Після цього вийшов перший студійний альбом, який зацікавив представників лейблу Mercury і був перевипущений. В цьому самому році Ратсі залишив гурт, тому що мав проблеми з діабетом. Після того, як Ратсі пішов, до гурту доєднався Ніл Пірт, який став основним автором лірики гурту.
Після смерті доньки і жінки Ніла Пірта наприкінці 90-х і розпаду гурту, Лайфсон не хотів продовжувати займатися музикою, але коли барабанщик оправився після трагедії, гурт зібрався в студії для запису нового альбому, який отримав назву Vapor Trails. На цьому альбомі Лайфсон максимально експериментував зі звучанням гітари та структурами пісень.
Як музикант, Лайфсон відомий великою різноманітністю обладнання, стилем рифингу, використанням різних семплів на сцені та нестандартними акордними структурами. Алекс має свій акорд, який був використаний в піснях Cygnus X-1 Book 2: Hemispheres та Far Cry.

### Сольні роботи
Не зважаючи на те, що Алекс більшу частину життя грав в Rush, у 1996 році вийшла перша сольна робота Лайфсона під назвою Victor. У записі альбому також взяли участь син та жінка Лайфсона. Також Алекс співпрацював з іншими гуртами, записуючи гітару. Після розпаду Rush у 2021 році записав дві інструментальні пісні Kabul Blues і Spy House та зібрав новий проєкт, який отримав назву Envy Of None. У Envy Of None входять вокалістка Мая Вінн, гітарист та клавішник Альфіо Аннібаліні та басист Енді Карран. 8 квітня 2022 року вийшов дебютний альбом Envy Of None.

## Дискографія

### Rush
- Rush[en] (1974)
- Fly By Night[en] (1975)
- Caress Of Steel[en] (1975)
- 2112[en] (1976)
- A Farewell To Kings[en] (1977)
- Hemispheres (1978)
- Permanent Waves[en] (1980)
- Moving Pictures[en] (1981)
- Signals (1982)
- Grace Under Pressure (1984)
- Power Windows (1985)
- Hold Your Fire[en] (1987)
- Presto (1989)
- Roll The Bones[en] (1991)
- Counterparts[en] (1993)
- Test For Echo[en] (1996)
- Vapor Trails[en] (2002)
- Snakes & Arrows[en] (2007)
- Clockwork Angels (2012)

### Victor
- Victor[en] (1996)

### Envy Of None
- Envy Of None (2022)